# بابکن آراکلیان
بابکن نیکلایی آراکلیان (ارمنی: Բաբկեն Նիկոլայի Առաքելյան؛ ۱ فوریهٔ ۱۹۱۲ – ۱۶ اوت ۲۰۰۴) یک تاریخ‌نگار و باستان‌شناس اهل ارمنستان بود.
وی متخصص در زمینه تاریخ، فرهنگ و هنر ارمنستان باستان و ارمنستان قرون وسطی بود. وی در سال ۱۹۳۸ از دانشگاه دولتی ایروان فارغ‌التحصیل شد. وی از سال ۱۹۷۴ استاد دانشگاه و عضو کامل فرهنگستان ملی علوم ارمنستان بود. وی ریاست مؤسسه مردم‌نگاری و باستان‌شناسی را در بین سال‌های ۱۹۵۹ تا ۱۹۹۰ برعهده داشت.
وی برندهٔ جوایزی همچون درجه پرچم سرخ شده‌است.